# Hemiphyllodactylus zhutangxiangensis
Hemiphyllodactylus zhutangxiangensis — вид ящірок з родини геконових (Gekkonidae). Відкритий у 2021 році.

## Поширення
Ендемік Китаю. Поширений на лісових карстових пагорбах поблизу міста Чжутаньсян, Ланьцан-Лахуський автономний повіт, провінція Юньнань на півдні країни.